# Kevona Davis
Kevona Davis (* 20. Dezember 2001 im Saint James Parish) ist eine jamaikanische Leichtathletin, die sich auf den Sprint spezialisiert hat.

## Sportliche Laufbahn
Erste internationale Erfahrungen sammelte Kevona Davis bei den CARIFTA-Games 2017 in Willemstad, bei denen sie in 11,62 s die Goldmedaille im 100-Meter-Lauf in der U18-Altersklasse gewann und im Juli gewann sie bei den U18-Weltmeisterschaften in Nairobi über diese Distanz in 11,67 s die Bronzemedaille. 2020 zog sie in die Vereinigten Staaten und begann dort ein Studium an der University of Texas at Austin. In den Jahren 2022 und 2023 wurde sie NCAA-Collegemeisterin in der 4-mal-100-Meter-Staffel und 2023 startete sie im 200-Meter-Lauf bei den Weltmeisterschaften in Budapest und schied dort mit 22,34 s im Halbfinale aus.

## Persönliche Bestzeiten
- 100 Meter: 10,95 s (+0,9 m/s), 14. Mai 2022 in Lubbock
  - 60 Meter (Halle): 7,19 s, 10. Februar 2023 in Clemson
- 200 Meter: 22,26 s (+2,0 m/s), 15. Mai 2022 in Lubbock
  - 200 Meter (Halle): 22,73 s, 24. Februar 2023 in Lubbock